# Kolekcja biblijnych rękopisów Freera

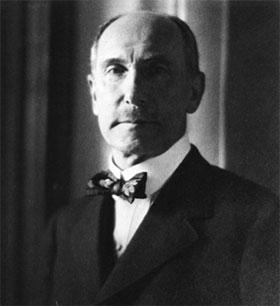
Charles Lang Freer w 1916, fotografia wykonana przez Edwarda Steichena.

Kolekcja biblijnych rękopisów Freera – kolekcja sześciu biblijnych rękopisów przechowywana w Galerii Freera w Waszyngtonie. Ze względu na wiek, jak i wartość rękopisów, jest to najważniejsza tego typu kolekcja poza Europą. Wszystkie rękopisy zbioru zakupione zostały na początku XX wieku w Egipcie przez amerykańskiego milionera Charlesa Freera (1854-1919). Cztery z nich nabyte zostały 19 grudnia 1906 od arabskiego handlarza imieniem Ali w Gizie, niedaleko Kairu, za sumę 1 600 £. Niedługo później, podczas kolejnej wyprawy do Egiptu, Freer spotkał handlarza Ali i zakupił koptyjski rękopis Psalmów oraz rękopis zawierający tekst Proroków mniejsych według przekładu Septuaginty. Freer Gallery of Art została otwarta w 1923 roku.
Początkowo przechowywane były w Detroit (Michigan), w prywatnej kolekcji Freera, a po jego śmierci przewiezione zostały do Waszyngtonu. Sześć biblijnych rękopisów znajduje się w Freer Gallery of Art w Waszyngtonie, są one ważnymi świadkami wczesnej historii tekstu Nowego Testamentu i Septuaginty.
Datowane są na III-V wieki i zawierają:
- Kodeks Waszyngtoński, zawiera cztery Ewangelie
- Waszyngtoński Rękopis Księgi Powtórzonego Prawa i Księgi Jozuego
- Księga Psalmów
- Kodeks Freera, zawiera Listy Pawła
- koptyjski kodeks Psalmów
- papirusowy kodeks Proroków mniejszych w języku greckim; do czasu odkrycia rękopisów qumrańskich, był najwcześniejszym znanym rękopisem Proroków mniejszych.